# Nainhof-Hohenfels
Nainhof-Hohenfels war eine provisorische Gemeinde im ehemaligen Landkreis Parsberg und im Bereich des heutigen Truppenübungsplatzes Hohenfels.

## Geographische Lage
Die Gemeinde lag im oberpfälzischen Jura der Südlichen Frankenalb.

## Geschichte
Als 1938 damit begonnen wurde, den Truppenübungsplatz Hohenfels nördlich von Hohenfels anzulegen, waren über 50 Ortschaften davon betroffen. Die Ablösung und Räumung der Orte wurde durch die Reichsumsiedlungsgesellschaft umgesetzt. Nachdem die errichteten Barackenlager um den früheren Ort Nainhof herum nur für kurze Zeit mit Truppen belegt war, waren in ihnen bis Kriegsende Kriegsgefangene untergebracht. Zum 1. Oktober 1944 wurde der Heeresgutsbezirk Hohenfels gebildet. Nach dem Krieg war auf dem Areal ein Lager für Displaced Persons (DP). Als diese hauptsächlich in ihre Heimatländer zurückgekehrt waren, kamen dort ab 1948 Flüchtlinge und Vertriebene unter. Am 14. Dezember 1949 wurde der Heeresgutsbezirk schließlich aufgelöst und die zahlreichen Neusiedler zum 1. Januar 1950 in der provisorischen, 9821,32 ha großen Gemeinde Nainhof-Hohenfels mit dem Hauptort Nainhof zusammengefasst; eine Neuordnung in mehrere Gemeinden sollte später erfolgen. Die Gemeinde umfasste 2056 Einwohner in 120 Wohngebäuden, die sich auf die folgenden 55 Orte verteilten, wobei die Ortsnamen 1950 teilweise noch nicht amtlich aufgehoben (gekennzeichnet mit „n.a.a.“) bzw. noch nicht amtlich verliehen (gekennzeichnet mit „n.a.v.“) waren:
- Nainhof, Siedlung: 773 Einwohner, 9 Wohngebäude, Schule, kirchliche Stellen, Landpolizei-Posten
- Albertshof, Weiler: 43 Einwohner, 3 Wohngebäude
- Bergheim, Weiler: 61 Einwohner, 6 Wohngebäude
- Birket (n.a.v.) , Einöde : 7 Einwohner, 1 Wohngebäude
- Böhmöd, Einöde: 6 Einwohner, 1 Wohngebäude
- Butzenhof, Weiler: 16 Einwohner in Notwohngebäuden
- Christlmühle (n.a.v.), Einöde: 5 Einwohner, 1 Wohngebäude
- Deinfeld, Weiler: 40 Einwohner, 5 Wohngebäude
- Drosselberg (n.a.v.), Einöde: 7 Einwohner, 1 Wohngebäude
- Eggertsheim, Weiler: 22 Einwohner, 4 Wohngebäude
- Egra, Weiler: 21 Einwohner, 5 Wohngebäude
- Enslwang, Weiler: 118 Einwohner, 4 Wohngebäude, 1 Kirche, Schule
- Fischereis, Einöde: 6 Einwohner, 1 Wohngebäude
- Frabertshofen, Einöde: 37 Einwohner, 1 Wohngebäude
- Geishof, Einöde: 10 Einwohner, 2 Wohngebäude
- Großmittersdorf, Einöde: 11 Einwohner, 1 Wohngebäude
- Haasla, Weiler: 62 Einwohner, 8 Wohngebäude
- Haidlberg, Einöde: 6 Einwohner, 1 Wohngebäude
- Harras, Einöde: 17 Einwohner, 2 Wohngebäude
- Höfla, Einöde: 9 Einwohner, 1 Wohngebäude
- Hohenfels-Schmidmühlerstraße (n.a.v.), Einöde: 5 Einwohner, 1 Wohngebäude
- Kählod (n.a.v.), Einöde: 5 Einwohner, 1 Wohngebäude
- Kirchenödenhart, Weiler: 78 Einwohner, 7 Wohngebäude, Kirche, Schloss
- Klausen, Einöde: 5 Einwohner, 1 Wohngebäude
- Kreuzberg, Einöde: 9 Einwohner, 1 Wohngebäude, Kirche
- Laberthal, Einöde: 9 Einwohner, 1 Wohngebäude
- Leislberg, Einöde:7  Einwohner, 1 Wohngebäude
- Machendorf, Weiler: 19 Einwohner in Notwohngebäuden
- Madöd, Einöde: 9 Einwohner, 2 Wohngebäude
- Marienthal, Einöde: 5 Einwohner, 1 Wohngebäude
- Martinsberg (n.a.v.), Einöde: 4 Einwohner, 1 Wohngebäude
- Matzhausen, Einöde: 14 Einwohner, 2 Wohngebäude
- Mehlhaube, Einöde: 10 Einwohner, 1 Wohngebäude
- Neuhaus (n.a.v.), Einöde: 10 Einwohner, 1 Wohngebäude
- Neuhof, Einöde: 11 Einwohner, 1 Wohngebäude
- Neurödlhof (Neurödlberg), Einöde: 5 Einwohner, 1 Wohngebäude
- Oberdietldorf, Weiler: 28 Einwohner, 3 Wohngebäude
- Oberes u. unteres Forsthaus (n.a.v.), Einöde: 8 Einwohner, 2 Wohngebäude
- Oberlinder (a.n.v.), Einöde: 19 Einwohner, 1 Wohngebäude
- Oberödenhart, Einöde: 13 Einwohner, nur Notwohngebäude
- Philippshof, Einöde: 11 Einwohner, 1 Wohngebäude
- Pöllnricht, Einöde: 171 Einwohner,  nur Notwohngebäude
- Rauschermühle (Neumühle), Einöde: 21 Einwohner, 2 Wohngebäude
- Raversdorf, Einöde: 23 Einwohner, 2 Wohngebäude
- Reiteröd, Weiler: 13 Einwohner, nur Notwohngebäude
- Richthof, Einöde: 13 Einwohner, 2 Wohngebäude
- Sichendorf, Weiler: 28 Einwohner, nur Notwohngebäude, 1 Kirche
- Schneideröd, Weiler: 12 Einwohner, 3 Wohngebäude
- Schwend, Weiler: 78 Einwohner, 6 Wohngebäude
- Unterlinder (n.a.v.), Einöde: 11 Einwohner, 1 Wohngebäude
- Unterödenhart, Weiler: 60 Einwohner, 7 Wohngebäude
- Viehhausen, Einöde: 6 Einwohner, 1 Wohngebäude
- Waltersheim, Weiler: 26 Einwohner, 4 Wohngebäude, 1 Kirche
- Willertsheim, Weiler: 21 Einwohner, 4 Wohngebäude
- Wölsdorf, Einöde: 12 Einwohner, 1 Wohngebäude

An unbewohnten bzw. abgegangenen Orten gehörten 1950 zur Gemeinde:
- Aicha (n.a.a.): abgebrochene Einöde in der ehemaligen Gemeinde Unterödenhart
- Haidensbuch (n.a.a.), Dorf: unbewohnt
- Haunberg (n.a.a.), Dorf: unbewohnt
- Johannenberg (n.a.a.), Einöde:  abgebrochen
- Ludwigsberg (n.a.a.), Einöde:  unbewohnt
- Ziegelhof (n.a.a.), abgebrochene Einöde

Für die Kinder der Gemeinde gab es in der Siedlung Nainhof-Hohenfels eine eigene Schule. Entferntere Orte waren den Schulsprengeln
- Adertshausen (so Enslwang),
- Dietldorf (so Neurödlhof/-berg, Oberdietldorf, Philippshof und Rauschermühle),
- Enslwang (so Drosselberg, Eggertsheim, Egra, Leislberg, Schwend und Waltersheim),
- Emhof (so Geishof, Kirchenödenhart, Matzhausen und Wölsdorf),
- Hohenburg (so Frabertshofen, Martinsberg, Raversdorf, Viehhausen und Willertsheim),
- Hohenfels (so Butzenhof, Christlmühle, Haasla, Höfla, Hohenfels-Schmidmühlerstraße, Klausen, Laberthal, Machendorf, Mehlhaube und Sichendorf) sowie
- Schmidmühlen (so Bergheim, Fischereis, Kählod, Kreuzberg, Madöd, Marienthal, Oberes u. unteres Forsthaus, Reiteröd, Richthof, Schneideröd und Unterödenhart) zugeteilt.

Bei der Bildung des Truppenübungsplatzes Hohenfels 1951 musste das Gebiet bis zum 1. Oktober 1951 erneut geräumt werden; die Ablösungsarbeiten begannen Ende August. Die Orte wurden in der Folgezeit durch den Übungsbetrieb der US-Armee größtenteils zu Wüstungen, einige wenige blieben als Kasernenorte im Truppenübungsplatz oder als Ansiedelungen außerhalb des Truppenübungsplatzes erhalten. Am 6. Oktober 1958 wurde die Gemeinde Nainhof-Hohenfels sowie die Gemeinden Geroldsee, Griffenwang, Pielenhofen und Lutzmannstein durch das Bayerische Staatsministerium des Innern offiziell aufgelöst und die Gemeindegebiete zum 1. Oktober 1970 zum Markt Hohenfels gegeben. Seitdem sind die von den US-Streitkräften noch genutzten Orte im Süden des Truppenübungsplatzes (Albertshof, Mehlhaube, Nainhof, Pöllnricht und Unterödenhart) amtlich benannte Ortsteile von Hohenfels.

## Kirchliche Verhältnisse
- Für die Orte, die zur katholischen Pfarrei Hohenfels (St. Ulrich) im Bistum Regensburg gehörten, gab es im Hauptort Nainhof eine Expositur zu dieser Pfarrei.[2] Einige Orte waren anderen katholischen Pfarreien des Bistums Regensburg zugeordnet.
- Die evangelischen Christen gehörten zur Tochterkirchengemeinde Nainhof-Hohenfels des evangelisch-lutherischen exponierten Vikariats Parsberg.[2]